# Greklands kommunistiska parti
Greklands kommunistiska parti, förkortat KKE (grekiska: Κομμουνιστικό Κόμμα Ελλάδας, Kommounistikó Kómma Elládas), är ett kommunistiskt politiskt parti i Grekland. Det grundades ursprungligen år 1918 som Greklands socialistiska arbetarparti och är idag det äldsta politiska partiet i landet.
KKE var tidigare medlem i Gruppen Europeiska enade vänstern/Nordisk grön vänster i Europaparlamentet men lämnade partigruppen år 2014. I Grekland har det en egen TV-kanal, 902 Tileorassi, och partiet har nära band till fackförbundet Alla arbetares militanta front. Partiet ingår även i ledningsgruppen för det årliga Internationella kommunistiska seminariet.

## Historia

### Grundande
Greklands socialistiska arbetarparti grundades den 17 november 1918 (4 november enligt gamla stilen) av Avraam Benaroya, tidigare ledare för Socialistiska arbetarfederationen i Thessaloniki. Partiet byggde på flera årtionden av traditioner av socialistisk och anarkistisk mobilisering i Greklands industrialiserade områden med strävan efter bland annat åtta timmars arbetsdag och bättre förhållanden för arbetarna. På partiets andra kongress 1920 beslutades att koppla Socialistiska arbetarpartiet till Kommunistiska internationalen.

### Politik under mellankrigstiden
Partiet bestred den dåtida stormaktsinställningen till etniska och religiösa minoriteter genom att förkasta alla försök att utnyttja minoritetsgrupper för att starta nya imperialistiska krig och istället, baserat på marxist-leninistisk teori och med Sovjetunionen som modell, förespråka alla folkgruppers självstyre inom ramen för en socialistisk statsbildning. Socialistiska arbetarpartiet var öppet emot kriget med Turkiet, som man såg som ett imperialistiskt krig för att kontrollera marknaderna i Anatolien, och anklagades därför för förräderi. I samarbete med den sovjetiska ambassadören försökte man förmå regeringen att dra tillbaka trupperna från Turkiet gentemot sovjetiska påtryckningar på Mustafa Kemal Atatürk att ge autonomi till Turkiets grekiska områden.
På den tredje partikongressen 1924 bytte man namn till Greklands kommunistiska parti, samtidigt som marxism-leninism officiellt antogs som partiideologi. Under generalsekreterare Pandelis Pouliopoulos antogs demokratisk centralism som modell för att styra partiorganisationen. När partiet på den tredje partikongressen 1924 antog en politik för självständighet åt Makedonien och Thrakien drabbades man både av statliga repressalier och minskat stöd bland den grekiska befolkningen, som såg partiets politik som ett försök att slita loss delar av norra Grekland. Tio år senare ändrades partilinjen till att istället förespråka en gemensam folkrepublik där alla nationaliteter skulle få självbestämmande. År 1929 lagstiftades förbud mot statsfientlig verksamhet, underförstått kommunistisk, anarkistisk och fackföreningsmobilisering, och hela den grekiska vänstern utsattes för omfattande förföljelser. När Komintern beordrade Europas kommunistpartier att föra folkfrontspolitik för att motverka ökat fascistiskt inflytande hörsammade även KKE detta. Vid utropandet av den fascistiska Fjärde augustiregimen under general Ioannis Metaxas år 1936 förbjöds Kommunistpartiet och förföljelserna intensifierades.

### Andra världskriget

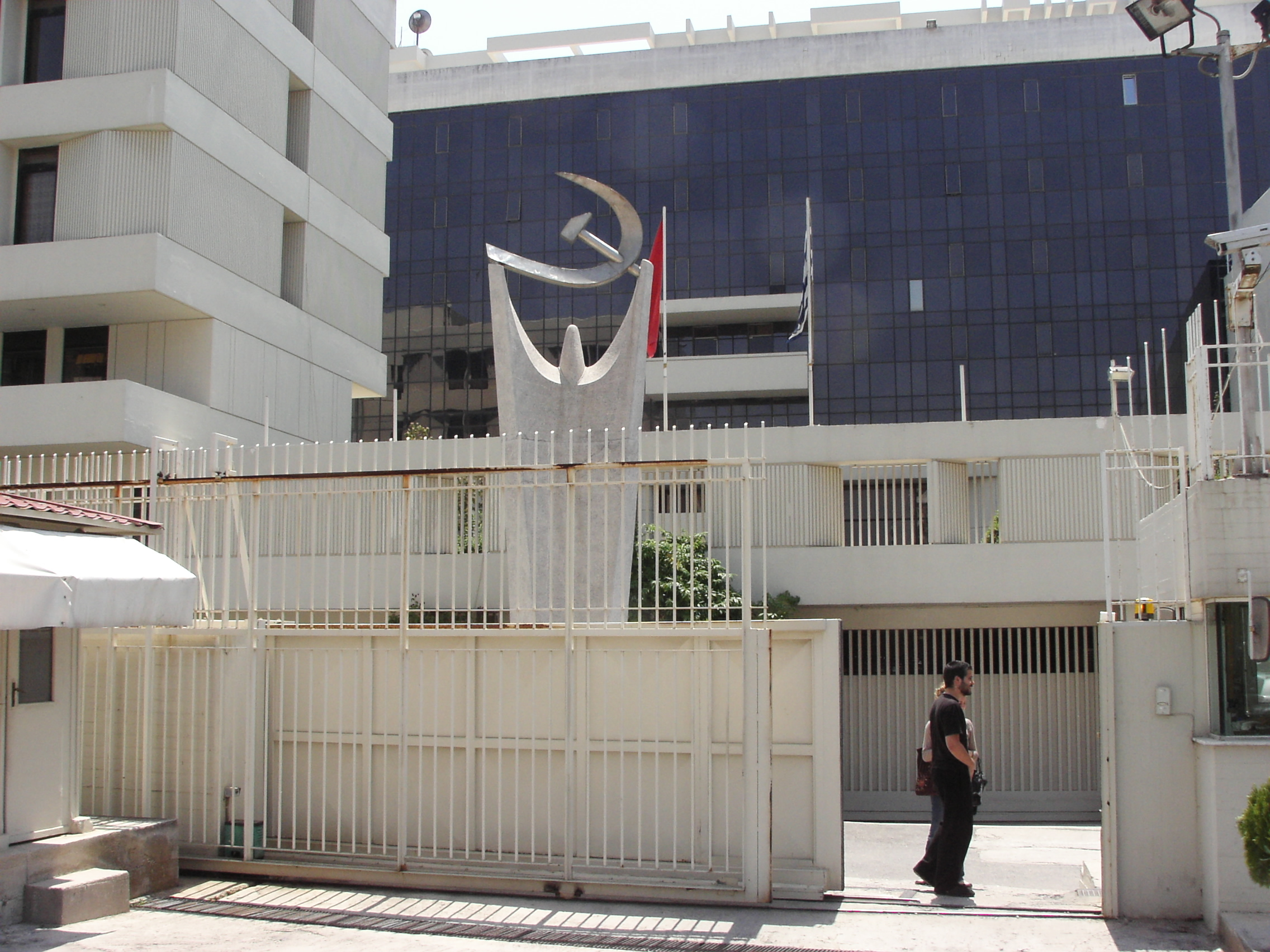
KKE:s huvudkontor i Aten.

Den hemliga polisen hade effektivt underminerat Kommunistpartiets inflytande, särskilt genom en falsk upplaga av partitidningen Rizospastis vilken orsakade stor förvirring bland partimedlemmarna med sina budskap om att stödja general Metaxas styre. Förvirringen bara ökade när delar av den gamla centralkommittén gav budskapet att ett eventuellt krig mellan axelmakterna och Storbritannien, som general Metaxas var allierad med, skulle anses som vara en imperialistisk sak i vilket det grekiska folket inte skulle ta del. Detta baserades på centralkommitténs tolkning av Kominterns linje att inte aktivt bekämpa axelmakterna efter signerandet av icke-angreppspakten mellan Nazityskland och Sovjetunionen. Istället hade Komintern bara månader efter paktens undertecknande uppmanat KKE att om Grekland invaderades av det fascistiska Italien så skulle man ta upp vapen mot inkräktaren. För den gamla centralkommittén var det störtandet av general Metaxas, och inte invasionshotet från axelmakterna, som var viktigast men många vanliga medlemmar vägrade acceptera partilinjen om neutralitet ifall Italien invaderade. Samma dag som Nazityskland invaderade Sovjetunionen, den 22 juni 1941, beordrade KKE sina medlemmar till väpnad kamp för "försvaret av Sovjetunionen och störtandet av det utländska fascistiska oket". Den 6 april 1941 ockuperades Aten av tyska trupper och en del partimedlemmar var fortfarande osäkra på vad den av Moskva godkända linjen egentligen var. Många partimedlemmar var redan fängslade och överlämnades till tyskarna, andra hann fly eller släpptes av fängelsepersonalen så de kunde delta i kampen mot ockupationsmakten. KKE deltog i bildandet av vänstergerillan ELAS vars partisaner mot krigsslutet hamnade i öppen konflikt med de antikommunistiska gerillorna.

### Kalla kriget till nutid

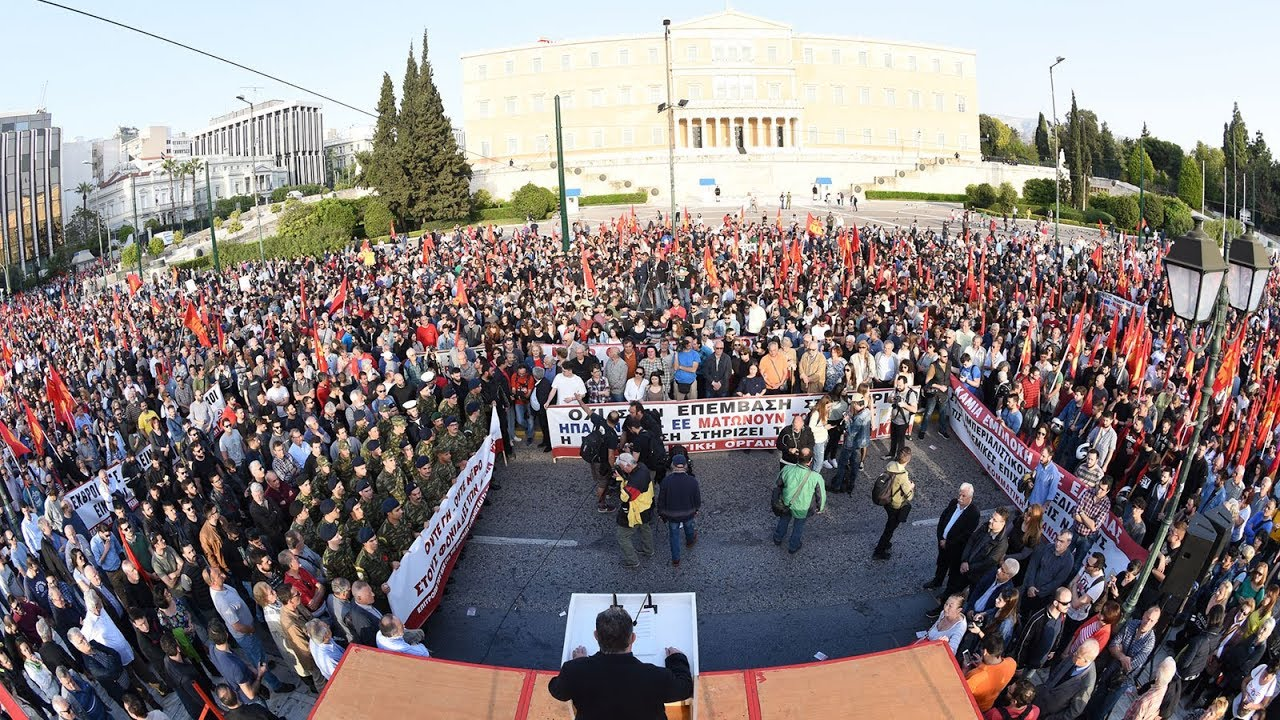
KKE-demonstration i Aten mot USA:s flygbombningar av Syrien, 2018.

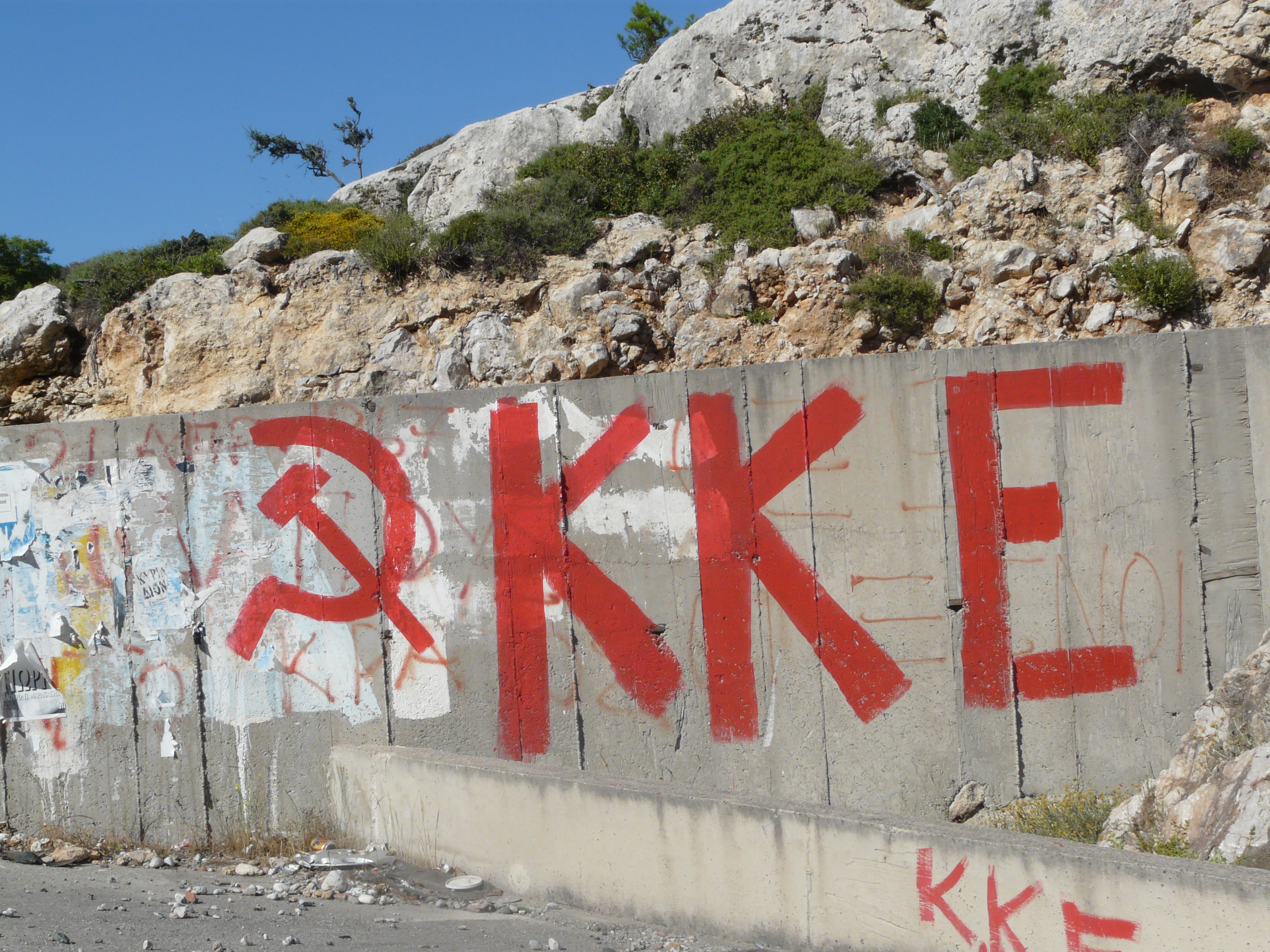
KKE-graffiti på Rhodos.

När den grekiska exilregeringen med brittiskt stöd återvände 1944 eskalerade konflikten med kommunisterna. Efter att ELAS i februari 1945 hade lagt ner sina vapen gick högermiliser till angrepp och förföljde systematiskt kommunister i landet. Eftersom ELAS vapenförråd hade överlämnats enligt Varkizafördraget tvingades kommunistiska motståndsmän utföra räder mot polisstationer för att åter kunna beväpna sig och år 1946 hade konflikten urartat i det grekiska inbördeskriget. KKE stod i denna konflikt bakom Greklands demokratiska armé. Efter att ha utropat en provisorisk regering i december 1947 olagligförklarades partiet återigen, och efter inbördeskrigets slut 1949 fortsatte partimedlemmar att förbjudas från offentliga anställningar, fängslas, sändas i exil eller avrättas under 1950-talet.
Militärkuppen 1967 motiverades med en påstådd kommunistisk konspiration som hotade landet och återigen föll KKE offer för systematiska förföljelser, denna gång tillsammans med övriga grekiska mitten- och vänsterpartier. Pragvåren 1968 ledde samtidigt till splittring inom partiet då många medlemmar kritiserade den sovjetiska politiken; dessa kritiker valde att bryta med Moskva och anta en eurokommunistisk plattform istället. Trots splittringen kunde KKE organisera motstånd mot militärdiktaturen genom strejker och demonstrationer. Efter återinförandet av demokratin 1974 legaliserades KKE och partiet har alltsedan dess ställt upp i parlamentsval.

## Ideologi och politisk plattform

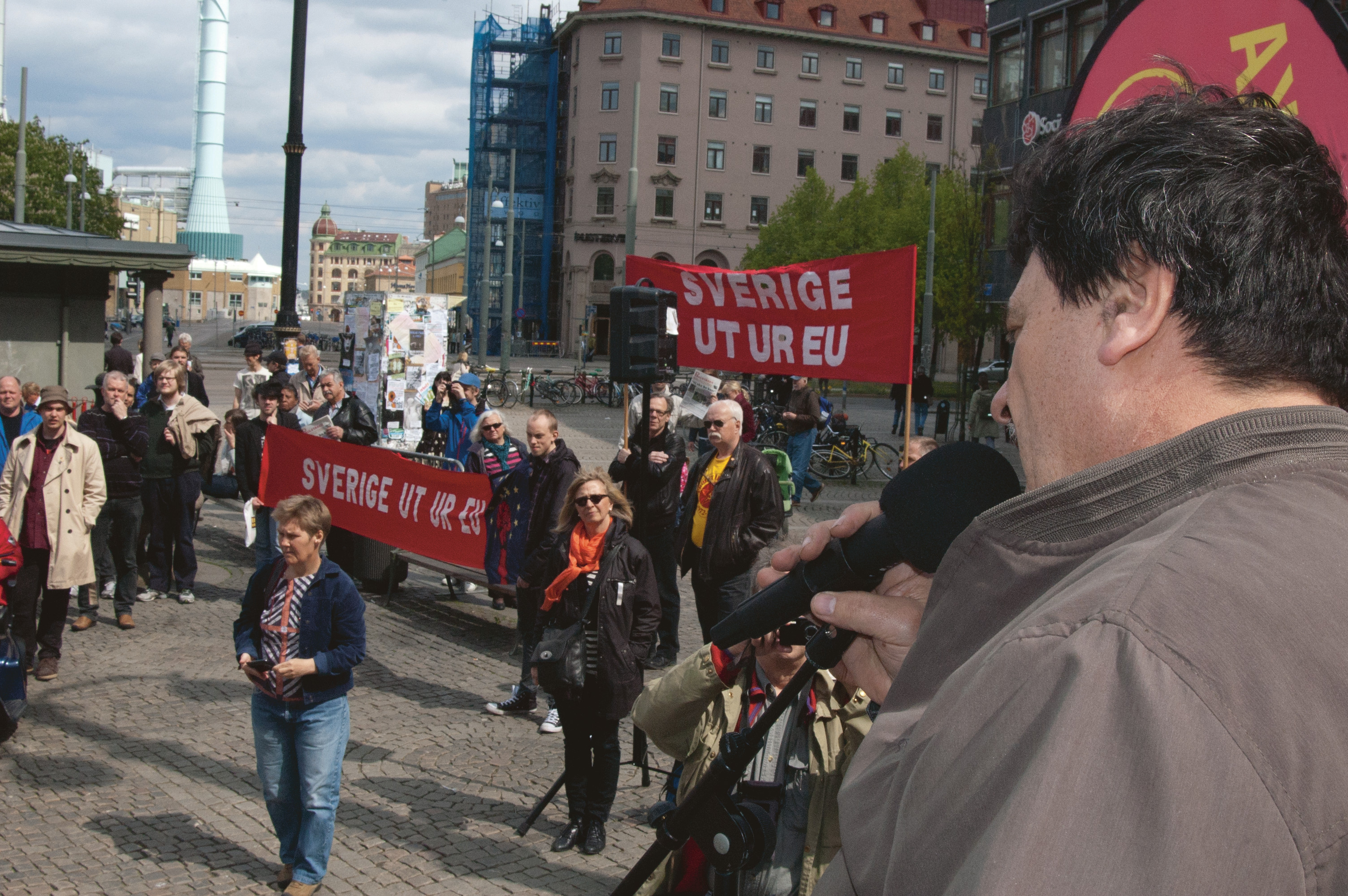
Panos Apergis från Greklands kommunistiska parti talar på ett solidaritetsmöte för de strejkande grekiska arbetarna vid stålverket Elliniki Halivurja på Järntorget i Göteborg 2012.

Greklands kommunistiska parti följer alltjämt en marxist-leninistisk linje och är öppet kritiskt mot Europeiska unionen som man förkastar som ett imperialistiskt projekt sammanbundet av ekonomiska intressen. Partiets hårdföra euroskepticism har medfört att man tagit avstånd från möjliga samarbetspartner på den grekiska vänstern om dessa visar tolerans för EU. Partiets företrädare har även fördömt EU:s liksom Nato:s hållning i Ukrainakonflikten 2014 som ett stöd till öppet fascistiska grupper och sagt att konflikten i grunden är en kamp mellan två kapitalistiska makter (Nato-länderna och Ryssland) i vilken den ukrainska arbetarklassen inte borde ta del.
KKE har suttit i regeringsställning två gånger: I samlingsregeringen 1944 under Georgios Papandreou och genom valalliansen Synaspismós ingående i koalitionsregeringen 1989–1991.